# The Thief Lord
The Thief Lord is een Brits-Duitse film uit 2006, geregisseerd en geproduceerd door Richard Claus. Het is een verfilming van het boek van Cornelia Funke: De dievenbende van Scipio.

## Verhaal
Na de dood van Prosper (Aaron Johnson) en Bo's (Jasper Harris) ouders, wordt Bo geadopteerd door zijn oom en tante en Prosper komt in het weeshuis terecht. Beide jongens weten te vluchten en vertrekken naar Venetië. Na een mislukte roof uit een apotheek wordt het tweetal opgepikt door de mysterieuze Heer van de Dieven: Scipio (Rollo Weeks). Hierdoor komen de twee broers bij een dievenbende terecht.
Ondertussen zijn de oom en tante van Prosper en Bo ook aangekomen in Venetië, daar huren zij de privédetective Victor (Jim Carter) in om Bo op te sporen. De dievenbende komt via de man Barbarossa (Alexei Sayle) in contact met de Graaf (Geoffrey Hutchings) die een speciale opdracht voor hen heeft. Ze moeten voor hem een mysterieuze film stelen en bij hem afleveren. Er ontstaat een zoektocht naar deze vleugel, maar tegelijkertijd wordt de bende ook op de hielen gezeten door Victor en de oom en tante.

## Rolverdeling
- Alice Connor, als Hornet, een vrouwelijk lid van de dievenbende die een oogje heeft op Prosper
- Aaron Taylor-Johnson, als Prosper
- Jasper Harris, als Boniface "Bo", jongere broer van Prosper
- Rollo Weeks, als Scipio, de Heer van de Dieven
- George MacKay, als Riccio, een van de leden van de bende
- Jim Carter, als Victor Getz, privédetective en vriend van Ida
- Caroline Goodall, als Ida Spavento
- Alexei Sayle, als Ernesto Barbarossa
- Carole Boyd, als Esther Hartlieb, de tante van Bo en Prosper
- Bob Goody, als Max Hartlieb, de oom van Bo en Prosper
- Robert Bathurst, als Dottore Massimo, de vader van Scipio